# ديفيد بزمزغز
ديفيد بزمزغز (بالإنجليزية: David Bezmozgis)‏‏ (2 يونيو 1973 في ريغا - ) مخرج أفلام، ومؤلف، وروائي، وكاتب من كندا.

## الجوائز
- زمالة غوغنهايم

## روابط خارجية
- ديفيد بزمزغز على موقع IMDb (الإنجليزية)
- ديفيد بزمزغز على موقع أول موفي (الإنجليزية)
- ديفيد بزمزغز على موقع قاعدة بيانات الفيلم (الإنجليزية)
- ديفيد بزمزغز على موقع كينوبويسك (الروسية)